# Parafia Najświętszej Maryi Panny Królowej Polski w Rohoźnicy Wielkiej
Parafia Najświętszej Maryi Panny Królowej Polski w Rohoźnicy Wielkiej – rzymskokatolicka parafia znajdująca się w diecezji grodzieńskiej, w dekanacie Mosty, na Białorusi.

## Historia
Parafię erygowano w 1922. Kościół fundacji ówczesnych właścicieli majątku Oskara i Flory Miejsztowiczów zbudowano w 1926 w stylu konstruktywizmu międzywojennego. W 1929 kościół konsekrował arcybiskup wileński Romuald Jałbrzykowski.
W okresie międzywojennym parafia należała do dekanatu Wołkowysk archidiecezji wileńskiej. Liczyła ok. 4500 wiernych i była najliczebniejszą parafią na Mostowszczyźnie. W czasach komunizmu parafia została wykreślona z rejestru i nie funkcjonowała, jednak kościół nie został ani zamknięty, ani zniszczony.